# 天外魔境 第四の黙示録 オリジナル・サウンド・トラック
『天外魔境 第四の黙示録 オリジナル・サウンド・トラック』（てんがいまきょう だいよんのもくしろく オリジナル・サウンド・トラック）は1997年2月21日にデジキューブから発売されたサウンドトラックである。

## 概要
ハドソンから発売されたセガサターン用ソフト『天外魔境 第四の黙示録』に使用された楽曲を収録したサウンドトラック。

## 収録曲
作曲・編曲：笹川敏幸

### DISC1
1. ニューオリンズ
2. 洋館探検
3. ザコバトル
4. レッドベアのテーマ
5. 火の神殿
6. Escape
7. 目覚め
8. イヌイット村
9. 都来のテーマ
10. 洞窟
11. 野宿
12. 石版伝説
13. イヌイットの宴
14. レッドベアの最後
15. 雷神の怒り
16. ミューリエとの別れ
17. 禅剛のテーマ
18. 偉大なる聖霊
19. アシモトのテーマ
20. 苦悩
21. ポートランド
22. ジパング庭園
23. エッチな禅剛
24. キャンディのテーマ
25. 夕能の怒り
26. キャンディタウン
27. アンダーグランド
28. 迷宮のマウス
29. レイク・タホ
30. マントーのテーマ
31. 雷神の家
32. 夢見との再会
33. ユニオン・スクエア
34. チャイナタウン
35. ジパングタウン
36. 芸者の舞い
37. ハンターギルド
38. ダグラスの罠
39. アルカトラズからの脱出
40. Gロボマーチ
41. ハリウッド
42. 貧民街
43. 悪玉登場
44. 夢見の怒り
45. ひとりぼっちなんかじゃない
46. 魔物ハンター
47. 暗黒の町
48. 酒場
49. おしくらまんじゅう
50. ウェスタン・ヴィレッジ
51. OK牧場の決闘
52. エースのテーマ
53. 晩餐
54. 作戦会議
55. アペティ城
56. ライジング・サン
57. まじない婆さん
58. George Glosery
59. Good night Rizing…

### DISC2
1. ザコバトル#2
2. Nature
3. 太陽十字軍のテーマ
4. アラモ砦
5. アラモ発進!
6. 国境の坂道
7. ボブのテーマ
8. 暗黒教会
9. ロメロ館長
10. 暗黒オペラ
11. 死者の日の祭り
12. ピラミッドダンジョン
13. 夕能の決意
14. 中ボスバトル
15. 夕能の悲しみ
16. 戦いの後で
17. 崩壊した町
18. ヒューストン基地
19. ドクロ戦車
20. 死神
21. 魔物ハンター#2
22. 青の病
23. 何か変!
24. NPCのテーマ
25. ポップアップダンジョン
26. ジョンの絵本
27. 機械文明の町
28. 火門登場
29. 聖なる祭壇
30. アダム
31. 百合若の船
32. ビマーナ飛ぶ
33. カルベの城
34. 十二使徒バトル
35. 暗黒体操
36. 最後の最後まで
37. 禅剛の脳内ダンジョン
38. 星夜のテーマ
39. 荒廃したニューオリンズ
40. メンフィス
41. 夢見の目覚め
42. 暗黒神殿
43. サネトモ
44. 優雅な舞い
45. 絶対神バトル
46. エンディング
Track47-51『交響組曲「天外魔境 第四の黙示録」』
47. 序曲
48. 星夜
49. 夕能
50. 夢見
51. 雷神

## エピソード
（出典:）
本作を担当する数年前に一人のアイヌ男性からアイヌ語とアイヌ文化を学ぶ機会のあった笹川は、先住民たちが自らの文化をとても大事にし、模倣されることや不本意にねじ曲げられることを最も嫌うということを痛いほど感じた経験から、ネイティヴアメリカンについて勉強し「自分の責任において、自信を持ってネイティヴアメリカンたちに聞いてもらえる音楽」を目指してネイティヴアメリカンに最大の敬意を払いながら作曲に着手したという。
ある日の深夜に夢の中でネイティヴアメリカンの戦士が現れ、にっこり微笑みかけてくるイメージに遭遇し、「自分の思った通りにやるがいい」と言われた気がしたことからそれ以降、心の赴くままに作曲を続けたと笹川は語っている。
作曲中の期間、自身の作曲のペースが月齢に合わせて変化することを体験し、満月の時には自分でも思いがけないほど速く曲が作れたという。最終的には仕事の予定を月齢とにらみ合わせて決めていたと語っている。

## スタッフ
- Producer：Toshiyuki Sasagawa（笹川敏幸）（HUDSON）
- Co-Producer：Keisuke Mitsui（三井啓介）（HUDSON）
- Composed, Arranged, Keyboards by Toshiyuki Sasagawa（笹川敏幸）（HUDSON）
- Co-Arranged, Sound Programmed by Hironao Yamamoto（山本裕直）（HUDSON）
- Sound Director：Daisuke Inoue（Joe Down）
- Sound Programmers：Hiromichi Furuya（HUDSON）, Hironobu Yahata（Joe Down）, Yuzuru Funabashi（Joe Down）, Makoto Igarashi（Joe Down）, Minoru Endoh（Joe Down）
- Orchestra, Vocal Arranged by Takayuki Negishi（根岸貴幸）
- Orchestra Recording Producers：Yuji Saito（Imagine）, Toshiaki Ohta（Border Line）
- Orchestra：Warsaw Philharmonic Orchestra（ワルシャワ・フィルハーモニック・オーケストラ）
- Conducer：Anthony Inglis
- Recorded by Andrzej Sasin, Andrzej Lupa（Classicord）
- Recorded, Edited at Warsaw Philharmonic Hall & Studio / Poland on August 28-29, 1996
- Lyrics：Yutaka Nagayama（長山豊）（HUDSON）, Bill Ritch（HUDSON）
- Director：Keusuke Matsushita（松下謙介）（DigiCube）
- Mastering Engineer：Toshiaki Akimoto（JVC Mastering Center）
- Illustration：Torajiro Tsujino（辻野寅次郎）（RED）
- Art Direction, Design：Takaaki Inoue（Columbia Creative）
- Photography：Shinjiro Yamada
- Promotion Staff：Ryutaro Kajino（梶野竜太郎）（HUDSON）, Haruki Mitani（三谷晴基）（HUDSON）, Tohru Kudo（RED）, Hiromi Araki（RED）, Saiko Fukui（DigiCube）
- Supervisor：Ohji Hiroi（広井王子）（RED）
- Co-Executive Producer：Hirofumi Nakamura（DigiCube）
- Executive Producers：Takeo Imai（今井丈雄）（HUDSON）, Hideo Takada（高田秀雄）（HUDSON）, Hisashi Suzuki（DigiCube）, Hirofumi Yokota（DigiCube）
- Special Thanks：Takebe Takashi（竹部隆司）（HUDSON）, Masaki Kobayashi（RED）, Takafumi Ieiri（RED）, Atsushi Shimoda（RED）, Wojciech Nowak（Warsaw Philharmonic Orchestra）, Anna Torii, Katsunori Takahashi（高橋克昇）（HUDSON）, Keita Hoshi（星恵太）（HUDSON）, Masa-aki Inoue（井上雅明）（HUDSON）, Toshiaki Takimoto（滝本利昭）（HUDSON）, Kunji Katsuki（香月薫児）, Shoji Tomii（Joe Down）, Kiyomi, Kotone, Taro